# 牧宗親
牧 宗親（まき むねちか）は、平安時代から鎌倉時代の武士。北条時政の後妻・牧の方の親族（父あるいは兄弟）。
『愚管抄』では大舎人允宗親を牧の方の父、大岡判官時親を牧の方の兄とする。牧三郎宗親、武者所宗親、牧武者所を牧の方の兄弟とするのは『吾妻鏡』による。『愚管抄』における続柄と『吾妻鏡』における続柄を折衷して大舎人允宗親と牧武者所宗親（牧三郎宗親）を同一人物とする説がある一方で、大舎人允宗親と牧武者所宗親（牧三郎宗親）を別人と解釈し、後者を『吾妻鏡』において牧武者所宗親と入れ替わりに現れる牧の方の兄弟の大岡備前守時親と同一人物とする説がある（『吾妻鏡』では牧武者所宗親（牧三郎宗親）と大岡備前守時親の続柄に言及はない）。また牧三郎を宗親とするのは『吾妻鏡』の錯誤で、三郎を宗親の子で時親の兄とする説もある。

## 人物
『愚管抄』では駿河国駿河郡大岡牧（現静岡県沼津市周辺）の人で、牧氏は同地を寄進して平家一門である平頼盛に仕えていたとあり、「武者ニモアラズ、カヽル物ノ中ニカヽル果報ノ出クル」と記されている。牧氏を開発領主とする大岡牧は後白河法皇が本家、頼盛が領家となり、一時は平家没官領に含まれたものの程なく頼盛に還付され、頼盛没後は八条院領となったようである。また同地の地頭は牧の方の婿となっていた北条時政が務めた。
『吾妻鏡』によると寿永元年（1182年）11月10日、源頼朝の妻で時政の娘の北条政子の命で、牧三郎宗親が頼朝の愛妾・亀の前が匿われていた伏見広綱邸を破壊した。2日後、頼朝より亀の前が避難していた大多和義久邸に召喚された宗親は陳謝したものの、「御台所の指示に従うことは当然だが、頼朝へ内々に相談もせずに狼藉を働いたことは不埒である」として髻を切られる恥辱を受けたため逃亡した。その2日後、宗親への所業に対する抗議として時政が伊豆国へ一時籠居してしまっている。
その後も武者所宗親（牧武者所）に、時政・牧の方の側近としての活動や、御家人としての活動が見られ、鎌倉勝長寿院や建久6年（1195年）の東大寺大仏殿の落慶供養に随兵として列参している。建久3年（1192年）には自宅が火災に遭い、箏を火中から取り戻すために左の髭を焼いてしまう災難に遭っている。